# Prawdziwa historia Kota w Butach
Prawdziwa historia Kota w Butach (fr. La Véritable histoire du Chat Botté, ang. The True Story of Puss'N Boots) – francuski film animowany z 2009 roku. Jest to młodsza, przedstawiona w bardziej żartobliwy sposób ekranizacja bajki Kot w butach.

## Opis fabuły
Młody młynarz dostaje w spadku dziwnego kota, który nie dość, że mówi, to jeszcze chodzi w butach, posiadających magiczną moc. Przy pomocy różnych sztuczek i z nieodłącznym humorem, kot pomoże swojemu nowemu panu zdobyć serce pięknej królewny, której największą życiową pasją jest taniec.

## Obsada
| Rola        | Dubbing oryginalny       | Dubbing polski    |
| ----------- | ------------------------ | ----------------- |
| Kot         | Jérôme Deschamps         | Borys Szyc        |
| Królowa     | Yolande Moreau           | Maryla Rodowicz   |
| Księżniczka | Louise Wallon            | Maria Peszek      |
| Młynarczyk  | Arthur Deschamps         | Marcin Hycnar     |
| Szambelan   | Jean-Claude Bolle-Reddat | Cezary Pazura     |
| Marcel      | Atmen Kelif              | Tomasz Karolak    |
| Ogr         | André Wilms              | Piotr Fronczewski |